# زنان در موریتانی
زنان در موریتانی با مسائلی چون ختنه زنان، ازدواج کودکان، و چندهمسری درگیرند.

## جمعیت‌شناسی
تا ژوئیه ۲۰۱۶، جمعیت موریتانی ۳٬۶۷۷٬۲۹۳ نفر برآورد شده‌است. میانگین سنی زنان موریتانی ۲۱٫۴ سال است. امید به زندگی در بدو تولد ۶۵٫۴ سال است. تقریباً تمام جمعیت این کشور مسلمان هستند و جمعیت شهرنشین آن ۵۳٫۷ درصد است.

## تحصیلات

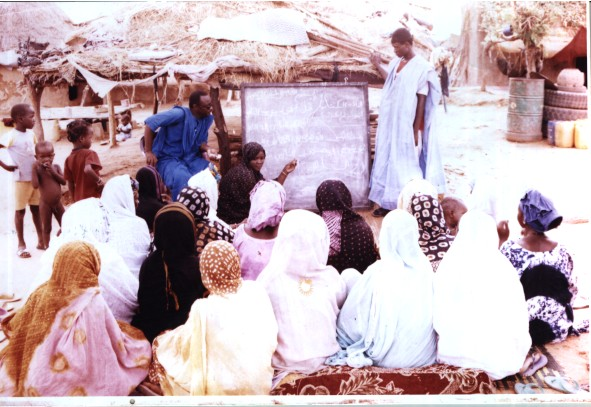
مدرسه بزرگسالان در موریتانی

آموزش و پرورش در موریتانی به شدت تحت تأثیر سیستم آموزشی فرانسه بود. تحصیلات دختران هنوز کمتر از پسران ارزش گذاری می‌شود و نرخ باسوادی زنان (سن ۱۵ سال و بالاتر) کمتر از مردان است. در سال ۲۰۱۵، نرخ باسوادی زنان ۴۱٫۶ درصد و نرخ باسوادی مردان ۶۲٫۶ درصد بود.

## حقوق

### کودک همسری
در سال ۲۰۱۷، نزدیک به ۳۷ درصد از دختران در موریتانی قبل از ۱۸ سالگی ازدواج کرده‌اند و ۱۴ درصد از دختران قبل از ۱۵ سالگی ازدواج می‌کنند.

### چند همسری
چند همسری در موریتانی قانونی است. مرد می‌تواند با چهار زن ازدواج کند، اما ابتدا باید رضایت همسر/زنان خود را جلب کند. چندهمسری در میان جمعیت موریتانی‌های آفریقایی-موریتانی و موریانی بربر رایج است و در میان جمعیت موری عرب کمتر دیده می‌شود. یک سازمان در سال ۲۰۰۷ گزارش داد که ۱۰٫۷٪ از زنان ۱۵ تا ۴۹ ساله در خانواده‌ای چندهمسری هستند.

### ختنه

این نقشه درصد زنان و دختران ۱۵ تا ۴۹ ساله که تحت ختنه زنان قرار گرفته‌اند را نشان می‌دهد. منبع: یونیسف (۲۰۱۳). کشورهای خاکستری مورد بررسی قرار نگرفتند.

ختنه زنان در موریتانی رایج است. ۷۱ درصد از کل زنان ۱۵ تا ۴۹ ساله در سال ۲۰۰۱ تحت ختنه جنسی قرار گرفته بودند. یک مطالعه خوشه ای جمعیت شناختی در سال ۲۰۰۷ هیچ تغییری در میزان شیوع ختنه زنان در موریتانی پیدا نکرد. ختنه زنان نوع دوم شایع‌ترین است. حدود ۵۷ درصد از زنان موریتانی معتقدند که ختنه جنسی یک الزام مذهبی است.
مردم موریتانی تقریباً همگی مسلمان هستند. میزان شیوع ختنه زنان بر حسب گروه‌های قومی متفاوت است که عبارت است از:
- ۹۲ درصد از زنان سونینکه
- حدود ۷۰ درصد از زنان فولب و موری
- ۲۸ درصد از زنان ولوف

موریتانی با منشورهای بین‌المللی مانند CEDAW و همچنین پروتکل ماپوتو آفریقا موافقت کرده‌است. فرمان شماره ۲۰۰۵–۰۱۵ در مورد حمایت از کودکان، ختنه زنان را محدود می‌کند.

### تغذیه اجباری

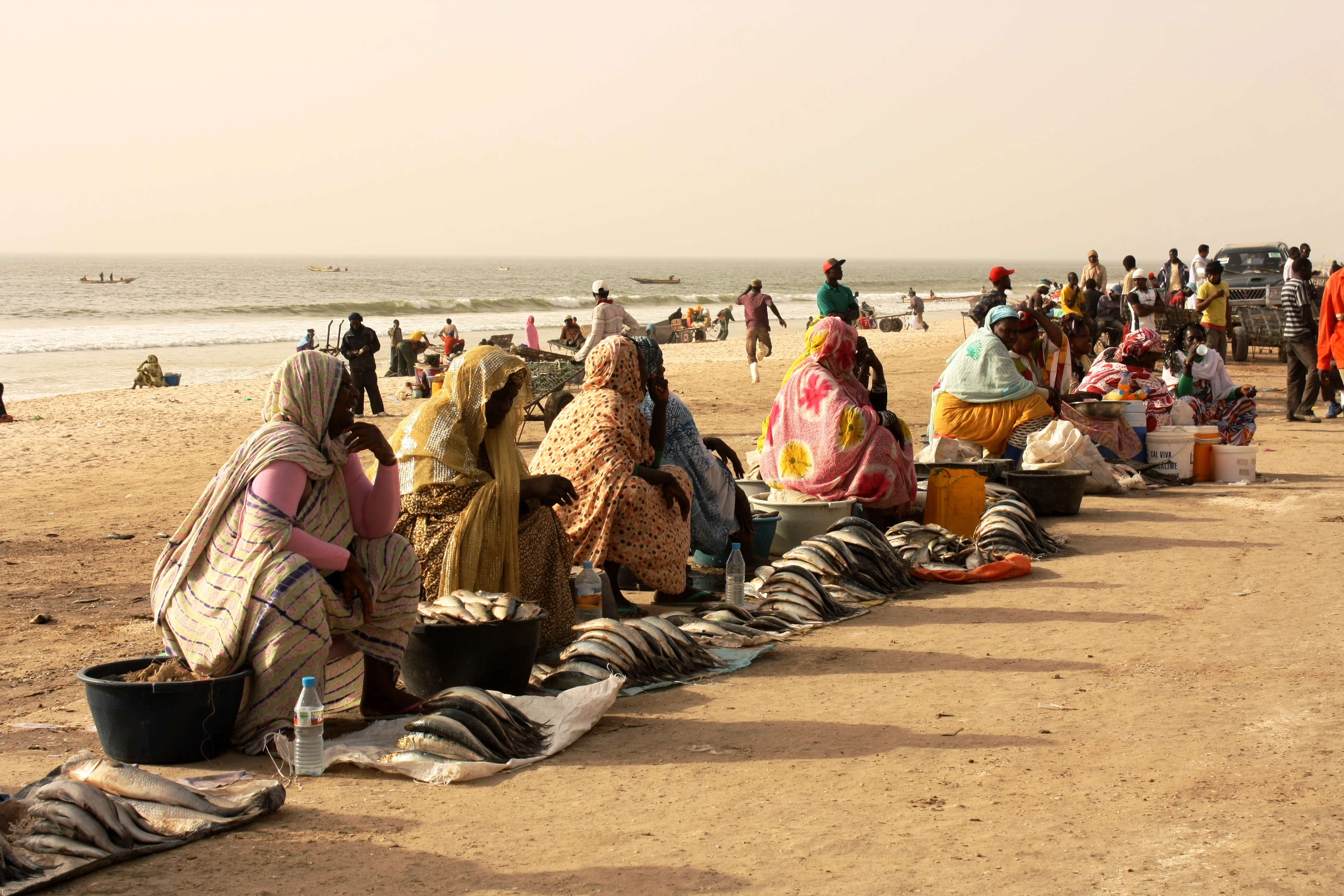
زنان در حال فروش ماهی در مقابل بازار ماهی در نواکشوت

عمل لبلوح در موریتانی، صحرای غربی و جنوب مراکش بسیار رایج است. آمار موجود حاکی از آن است که دختران موریتانیایی که تحت فرایند لبلوح قرار می‌گیرند، چهار برابر بیشتر از یک مرد بالغ بدنساز که به‌طور متوسط روزانه ۴٬۰۰۰ کالری مصرف می‌کند، کالری دریافت می‌کنند. در ماه‌هایی که فرایند لبلوح انجام می‌شود، کودک یا دختر جوانی که چاق می‌شود به‌طور متوسط روزانه ۱۴٬۰۰۰ تا ۱۶٬۰۰۰ کالری مصرف می‌کند، در حالی که رژیم غذایی توصیه شده برای یک دختر ۱۲ سالهٔ سالم تنها ۱٬۵۰۰ کالری است.
زنان مسن‌تری که «چاق‌کننده‌ها» نامیده می‌شوند، دختران جوان را مجبور می‌کنند تا مقادیر زیادی غذا و مایعات مصرف کنند، در صورت نخوردن و ننوشیدن، آنها را کتک می‌زنند. یکی از راه‌های ایجاد درد این است که یک اندام را بین دو چوب فشار دهید. یک کودک شش ساله معمولاً ممکن است مجبور شود ۲۰ لیتر (۴٫۴ گالون بریتانیایی؛ ۵٫۳ گالون آمریکایی) شیر شتر و هر روز دو کیلو ارزن کوبیده مخلوط با دو فنجان کره بخورند. اگرچه این عمل توهین آمیز است، اما مادران ادعا می‌کنند هیچ راه دیگری برای تضمین آینده خوبی برای فرزندانشان وجود ندارد.
این رویه به قرن یازدهم بازمی‌گردد و گزارش شده‌است که پس از اشغال موریتانی توسط نظامیان در سال ۲۰۰۸، بازگشت قابل توجهی به موریتانی داشته‌است. لبلوح به خصوص در مناطق روستایی رایج است و ریشه در سنت طوارق دارد، برای افزایش شانس ازدواج در جامعه ای که حجم بالای بدن نشانه ثروت بود، استفاده می‌شود.

### برده داری
زنانی که از نسل بردگان هستند در موریتانی سختی قابل توجهی را تجربه می‌کنند. در سال ۱۹۰۵، پایان برده‌داری در موریتانی توسط دولت استعماری فرانسه اعلام شد، اما وسعت موریتانی عمدتاً موفقیت‌های بسیار کمی را به این قانون داد. در سال ۱۹۸۱، موریتانی آخرین کشور در جهان بود که با فرمان ریاست جمهوری برده داری را لغو کرد. با این حال، هیچ قانون کیفری برای اجرای این ممنوعیت تصویب نشد. در سال ۲۰۰۷، و تحت فشار بین‌المللی، دولت قانونی را تصویب کرد که بر اساس آن برده داران می‌توانند تحت پیگرد قانونی قرار گیرند.